# جهانگیر میرزا (پسر عباس میرزا)
جهانگیر میرزا (۱۲۲۵ – رمضان ۱۲۶۹ هـ ق) تاریخ‌نگار و شاهزادهٔ ایرانی بود. او فرزند عباس میرزا نایب‌السلطنه (ولیعهد فتحعلی‌شاه قاجار) بود.

## زندگی
جهانگیر میرزا در ۱۲۲۵ هـ. ق (۱۱۸۹ هـ. ش) متولد شد. مادرش دختر یارمحمدبیگ از خان‌های بزرگ طایفهٔ ترکمن آذربایجان بود. او با توجه خاص پدرش پرورش یافت و در دورهٔ دوم جنگ‌های ایران و روسیه شرکت داشت.
جهانگیر میرزا در سال ۱۲۴۲ مأمور حفاظت از قلعه‌های ایروان و عباس‌آباد شد. در سال ۱۲۴۶ حاکم خوی شد و در همان سال از سوی محمد خان زنگنه مأمور جمع‌آوری سپاه گردید و دو فوج جدید تشکیل داد. او در ارومیه اشرار را سرکوب کرد و برادرش مصطفی‌قلی میرزا را به عنوان نایب‌الحکومهٔ ارومیه منصوب کرد. با مرگ عباس میرزا در ۱۲۴۹ ناامنی در مرزهای آذربایجان بیشتر شد. جهانگیر میرزا با چهارهزار نفر سرباز، آشوب‌های مرزی را فرونشاند و غنایم زیادی به دست آورد که در خوی میان سربازانش تقسیم کرد. این عمل در نگاه محمد میرزا، پسر عباس میرزا و ولیعهد جدید، مقدمهٔ سرکشی او قلمداد شد. هنگامی که جهانگیر میرزا برای استقبال از محمد میرزا به میانه رفت، قائم‌مقام فراهانی چنین وانمود کرد که جهانگیر میرزا به دنبال آسیب زدن به ولیعهد است و از این رو محمد میرزا او را به همراه سه برادرش به اردبیل فرستاد. پس از درگذشت فتحعلی‌شاه و به پادشاهی رسیدن محمد میرزا، قائم‌مقام شاه را به کشتن جهانگیر میرزا ترغیب کرد، اما شاه فرمان داد او را کور کنند.
پس از قتل قائم‌مقام، محمدشاه با برادران خود رفتاری مهربانانه‌تر پیش گرفت و دستور داد آنان را به قلعهٔ تویسرکان ببرند تا آزادانه زندگی کنند و برای آنان مواجب و تیول مقرر ساخت. جهانگیر میرزا پس از رهایی از زندان محمدشاه، به تحصیل علوم عربی و دینی روی آورد و به ترجمه و تألیف پرداخت. در شوال ۱۲۶۶ (شهریور ۱۲۲۹ هـ. ش) جهانگیر میرزا از طرف ناصرالدین‌شاه به حکومت خوی منصوب شد. او در رجب ۱۲۶۹ (اردیبهشت ۱۲۳۲ هـ. ش) از شاه اجازه گرفت که به مکه برود، اما در میانهٔ راه بیمار شد و در رمضان همان سال (تیر ۱۲۳۲ هـ. ش) در تبریز درگذشت. او را در قم در مقبره‌ای که خودش ساخته بود، دفن کردند.
فرزندان و نوادگان جهانگیر میرزا تا سال‌ها پس از مرگ او در قلعهٔ تویسرکان زندگی می‌کردند. امروزه نیز خاندان جهانگیری‌ها در تویسرکان جزو نوادگان همین شاهزاده هستند.
تاریخ بنای خانه‌های تاریخی به جا مانده در محلهٔ قلعهٔ تویسرکان به زمان حیات وی بر می‌گردد. در حال حاضر از دو باب از این خانه‌ها که به سبک معماری دوران قاجار ساخته شده‌اند توسط میراث فرهنگی نگهداری می‌شود.

## آثار
- ترجمهٔ آثارالبلاد و اخبارالعباد به فارسی
- تاریخ نو
- طرائف الظرائف
- رساله در علم عروض